# 9 Dywizja Lotnictwa Myśliwskiego

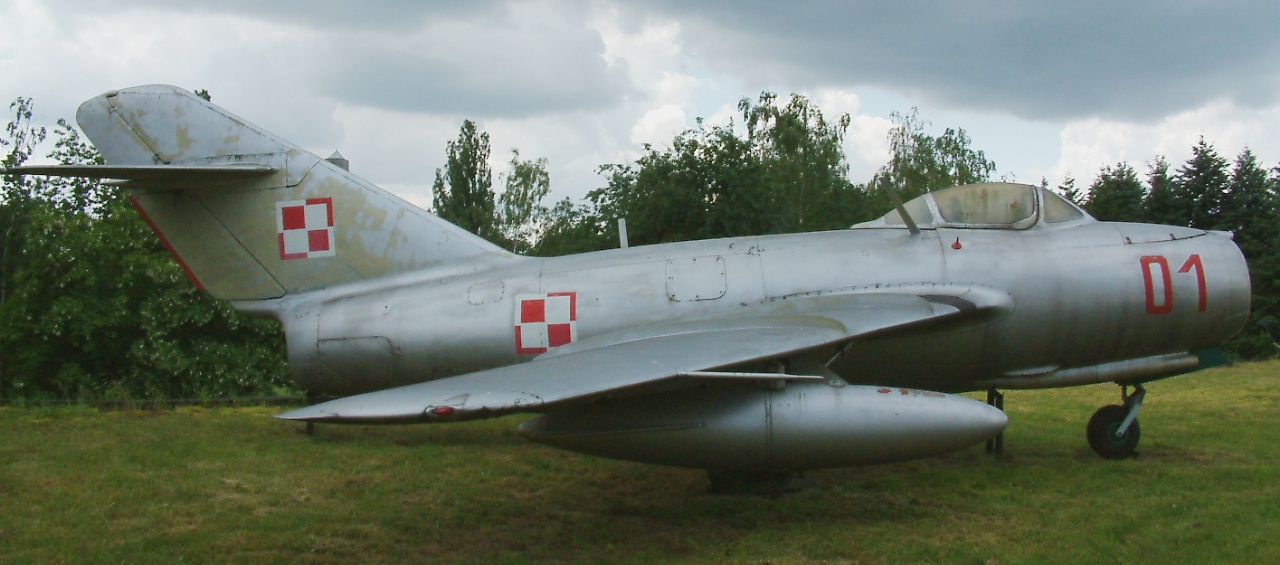
MiG-15

9 Dywizja Lotnictwa Myśliwskiego (9 DLM) – związek taktyczny lotnictwa myśliwskiego Wojska Polskiego.

## Formowanie i zmiany organizacyjne
Na podstawie dyrektywy Ministra Obrony Narodowej Nr 00020/Org. z  21 lutego 1951 szef Sztabu Generalnego WP wydał rozkaz Nr 0096/Org. z  11 grudnia 1951 w którym nakazywał Dowódcy Wojsk Lotniczych sformować 9 Dywizję Lotnictwa Myśliwskiego.
Miejscem formowania dowództwa dywizji oraz podległych jednostek był Malbork.
W terminie do 1 grudnia 1952 w Malborku został sformowany Pluton Fotograficzny 9 DLM.
W 1953, w związku z trudnościami organizacyjnymi, 29 plm został przebazowany do Ornety, a 26 plm przeniesiony do Zegrza Pomorskiego i od 1 kwietnia 1953 podporządkowany dowódcy 11 Dywizji Lotnictwa Myśliwskiego w Świdwinie. We wrześniu 1953 przy Dowództwie 9 DLM został sformowany Węzeł Radiotechniczny 9 DLM, a do końca tego roku Stacja Tlenowa 9 DLM.
W marcu 1956, na podstawie zarządzenia Szefa Sztabu Generalnego WP Nr 0304/Org. z  28 grudnia 1955, utworzono na bazie Węzła Radiotechnicznego 9 DLM 13 kompanię radiotechniczną.
Zgodnie z rozkaz nr 025/MON z 30.09.1967 w sprawie przekazania jednostkom wojskowym historycznych nazw i numerów oraz ustanowienia dorocznych świąt jednostek  Dz. Roz. Tjn. MON Nr 10, poz. 53 9 Dywizja Lotnictwa Myśliwskiego przyjęła tradycje 4 Pomorskiej Mieszanej Dywizji Lotniczej i został przemianowana na 4 Dywizję Lotnictwa Myśliwskiego.

## Struktura organizacyjna dywizji
Struktura organizacyjna dywizji w 1952 roku:
- Dowództwo 9 Dywizji Lotnictwa Myśliwskiego w Malborku
- 26 pułk lotnictwa myśliwskiego w Malborku
- 29 pułk lotnictwa myśliwskiego w Malborku
- 41 pułk lotnictwa myśliwskiego w Malborku
- 72 kompania łączności w Malborku
- 45 Ruchome Warsztaty Remontu Lotnictwa w Malborku
- pluton fotograficzny 9 Dywizji Lotnictwa Myśliwskiego w Malborku

Struktura organizacyjna dywizji w 1953 roku:
- Dowództwo 9 Dywizji Lotnictwa Myśliwskiego w Malborku
- 29 pułk lotnictwa myśliwskiego w Ornecie
- 41 pułk lotnictwa myśliwskiego w Malborku
- 72 kompania łączności w Malborku
- 45 Ruchome Warsztaty Remontu Lotnictwa w Malborku
- pluton fotograficzny 9 Dywizji Lotnictwa Myśliwskiego w Malborku
- węzeł radiotechniczny 9 Dywizji Lotnictwa Myśliwskiego w Malborku
- stacja tlenowa 9 Dywizji Lotnictwa Myśliwskiego w Malborku

## Samoloty
Początkowo podstawowym samolotem dywizji był MiG-15 (Lim 1), jego zmodernizowana wersja MiG-15bis (Lim-2) oraz szkolno-treningowy UTMiG-15.
W ramach unowocześniania lotnictwa, na uzbrojenie dywizji wszedł nowy, około dźwiękowy samolot myśliwski MiG-17 (Lim-5) oraz jego udoskonalona wersja MiG-17pf.
W 1964 41 plm otrzymał samoloty naddźwiękowe MiG-21F. W latach następnych wprowadzono w 9 DLM ich kolejne modyfikacje.

## Dowódcy dywizji
- płk pil. AR Anatol Kołpakow (7 VII 1952 – 10 X 1953)
- ppłk pil. Stanisław Wiącek
- płk pil. Adam Bidziński (X 1956 – VII 1961)
- płk pil. Franciszek Kamiński (X 1961 – VII 1963)
- płk pil. Wiktor Iwoń
- płk dypl. pil. Czesław Filonowicz
- gen. bryg. pil. Tytus Krawczyc